# 2477 Biryukov
2477 Biryukov este un asteroid din centura principală, descoperit pe 14 august 1977 de Nikolai Cernîh.